# 邁丹-戈洛夫欽西基
49°7′55″N 27°59′8″E / 49.13194°N 27.98556°E
邁丹-戈洛夫欽西基（烏克蘭語：Майдан-Головчинський），是烏克蘭的村落，位於該國西南部文尼察州，由日梅林卡區負責管轄，面積0.15平方公里，海拔高度310米，2001年人口24，人口密度每平方公里160人。